# Alergia ao leite
A alergia ao leite é uma reação imunológica adversa a uma ou mais proteínas do leite de vaca. Entre os possíveis sintomas está a anafilaxia, uma condição potencialmente fatal que requer tratamento com epinefrina, entre outras medidas. No entanto, os sintomas podem levar horas a dias para se manifestar, com sintomas incluindo dermatite atópica, inflamação do esôfago, enteropatia envolvendo o intestino delgado e proctocolite envolvendo o reto e o cólon.
Nos Estados Unidos, 90% das reações alérgicas a alimentos são causadas por oito alimentos, sendo o leite de vaca o mais comum. O reconhecimento de que um pequeno número de alimentos é responsável pela maioria das alergias alimentares levou à exigência de listar com destaque esses alérgenos comuns, incluindo laticínios, nos rótulos dos alimentos. Uma função do sistema imunológico é defender-se contra infecções reconhecendo proteínas estranhas, mas não deve reagir exageradamente às proteínas alimentares. O aquecimento das proteínas do leite pode desnaturar, perdendo sua configuração tridimensional e alergenicidade, de modo que os produtos de panificação contendo produtos lácteos podem ser tolerados enquanto o leite fresco desencadeia uma reação alérgica.
A condição pode ser controlada evitando o consumo de produtos lácteos ou alimentos que contenham ingredientes lácteos. Para pessoas sujeitas a reações rápidas (alergia ao leite mediada por IgE), a dose capaz de provocar uma resposta alérgica pode ser tão baixa quanto alguns miligramas, portanto, essas pessoas devem evitar estritamente laticínios. A declaração da presença de traços de leite ou laticínios em alimentos não é obrigatória em nenhum país, com exceção do Brasil.
A alergia ao leite afeta entre 2% e 3% dos bebês e crianças pequenas. Para reduzir o risco, as recomendações são de que os bebês devem ser amamentados exclusivamente por pelo menos quatro meses, de preferência seis meses, antes da introdução do leite de vaca. Se houver um histórico familiar de alergia a laticínios, a fórmula infantil de soja pode ser considerada, mas cerca de 10 a 15% dos bebês alérgicos ao leite de vaca também reagirão à soja. A maioria das crianças supera a alergia ao leite, mas para cerca de 0,4% a condição persiste na idade adulta. A imunoterapia oral está sendo pesquisada, mas seu benefício não está claro.

## Pesquisa
A dessensibilização, que é um processo lento de consumir pequenas quantidades da proteína alergênica até que o corpo seja capaz de tolerar uma exposição mais significativa, resulta na redução dos sintomas ou mesmo na remissão da alergia em algumas pessoas e está sendo explorada para o tratamento da alergia ao leite. Isso é chamado de imunoterapia oral (ITO). A imunoterapia sublingual, na qual a proteína alergênica é mantida na boca sob a língua, foi aprovada para alergias a grama e ambrosia, mas ainda não para alimentos. A dessensibilização oral para alergia ao leite de vaca parece ser relativamente segura e pode ser eficaz, no entanto, mais estudos são necessários para entender a resposta imune geral, e as questões permanecem em aberto sobre a duração da dessensibilização.
Há pesquisas – não específicas para alergia ao leite – sobre o uso de probióticos, prebióticos e a combinação dos dois (simbióticos) como forma de tratar ou prevenir alergias infantis. A partir de revisões, parece haver um benefício no tratamento para eczema, mas não para asma, sibilos ou rinoconjuntivite. Várias revisões concluíram que as evidências são suficientes para que seja recomendado na prática clínica.